# Valvata lewisi
Valvata lewisi är en snäckart som beskrevs av Currier 1868. Valvata lewisi ingår i släktet Valvata och familjen kamgälsnäckor. Inga underarter finns listade i Catalogue of Life.